# Florian Müller
Florian Müller (Saarlouis, 13 novembre 1997) è un calciatore tedesco, portiere del Friburgo.

## Carriera
Cresciuto nelle giovanili del Magonza, ha esordito in prima squadra il 3 marzo 2018 in occasione del match pareggiato 0-0 contro l'Amburgo.
Nel 2020 passa al Friburgo in prestito, mentre nella finestra estiva del 2021 viene ufficialmente venduto allo Stoccarda.

## Statistiche

### Presenze e reti nei club
Statistiche aggiornate al 5 maggio 2018.
| Stagione        | Squadra         | Campionato      | Campionato | Campionato | Coppe nazionali | Coppe nazionali | Coppe nazionali | Coppe continentali | Coppe continentali | Coppe continentali | Altre coppe | Altre coppe | Altre coppe | Totale | Totale | Totale |
| Stagione        | Squadra         | Comp            | Pres       | Reti       | Comp            | Pres            | Reti            | Comp               | Pres               | Reti               | Comp        | Pres        | Reti        | Pres   | Reti   |        |
| --------------- | --------------- | --------------- | ---------- | ---------- | --------------- | --------------- | --------------- | ------------------ | ------------------ | ------------------ | ----------- | ----------- | ----------- | ------ | ------ | ------ |
| 2015-2016       | Magonza II      | 3L              | 2          | -7         |                 | -               | -               |                    | -                  | -                  |             | -           | -           | 2      | -7     |        |
| 2016-2017       | Magonza II      | 3L              | 18         | -25        |                 | -               | -               |                    | -                  | -                  |             | -           | -           | 18     | -25    |        |
| 2017-2018       | Magonza II      | RL              | 8          | -9         |                 | -               | -               |                    | -                  | -                  |             | -           | -           | 8      | -9     |        |
| 2016-2017       | Magonza         | BL              | 0          | 0          | CG              | 0               | 0               | UEL                | 0                  | 0                  |             | -           | -           | 0      | 0      |        |
| 2017-2018       | Magonza         | BL              | 5          | -5         | CG              | 0               | 0               |                    | -                  | -                  |             | -           | -           | 5      | -5     |        |
| Totale carriera | Totale carriera | Totale carriera | 33         | -46        |                 | 0               | 0               |                    | 0                  | 0                  |             | -           | -           | 33     | -46    |        |